# Pszczew (gmina)
Pszczew – gmina wiejska w województwie lubuskim, w powiecie międzyrzeckim. W latach 1975–1998 gmina położona była w województwie gorzowskim.
Siedziba gminy to Pszczew.
Według danych z 30 czerwca 2004 gminę zamieszkiwały 4173 osoby.

## Ochrona przyrody
Na obszarze gminy znajduje się rezerwat przyrody Jeziora Gołyńskie chroniący fragment lasu wilgotnego ze stanowiskami rzadkich roślin torfowiskowych m.in. wełnianką alpejską.

## Struktura powierzchni
Według danych z roku 2002 gmina Pszczew ma obszar 177,64 km², w tym:
- użytki rolne: 40%
- użytki leśne: 49%

Gmina stanowi 12,8% powierzchni powiatu.

## Demografia
Dane z 30 czerwca 2004:
| Opis                              | Ogółem | Ogółem | Kobiety | Kobiety | Mężczyźni | Mężczyźni |
| --------------------------------- | ------ | ------ | ------- | ------- | --------- | --------- |
| jednostka                         | osób   | %      | osób    | %       | osób      | %         |
| populacja                         | 4173   | 100    | 2134    | 51,1    | 2039      | 48,9      |
| gęstość zaludnienia (mieszk./km²) | 23,5   | 23,5   | 12      | 12      | 11,5      | 11,5      |

- Piramida wieku mieszkańców gminy Pszczew w 2014 roku[1].

## Sołectwa
Borowy Młyn, Janowo, Nowe Gorzycko, Policko, Pszczew, Rańsko, Silna, Stoki, Stołuń, Szarcz, Świechocin, Zielomyśl.

## Pozostałe miejscowości
Biercza, Błotnia, Brzeźno, Rańsko (Rańsko), Świechocin, Wrony.

## Sąsiednie gminy
Miedzichowo, Międzychód, Międzyrzecz, Przytoczna, Trzciel